# Tyska bryggeriet

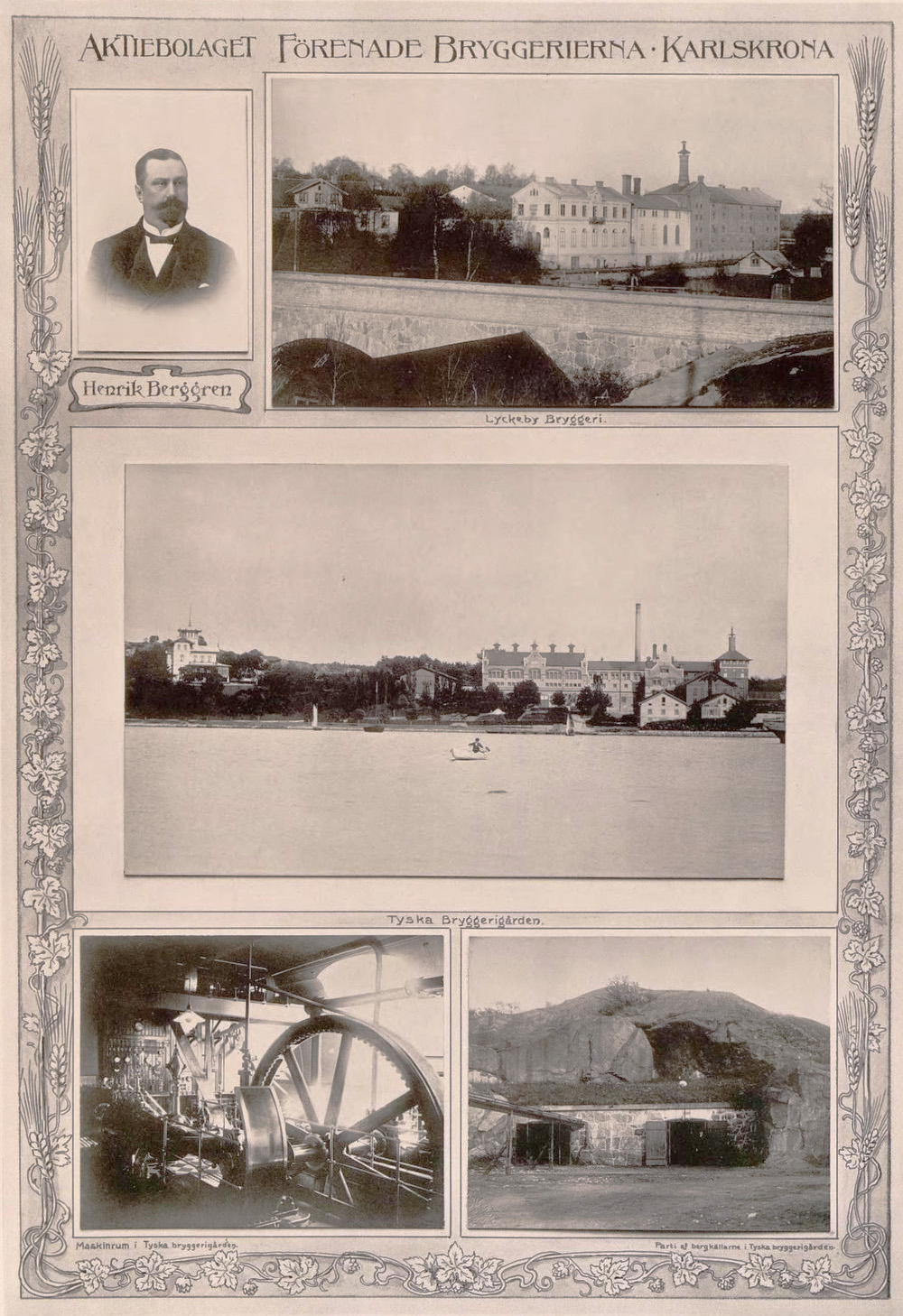
Förenade Bryggerierna i Karlskrona och Lyckeby. Presentation i bildverk omkring år 1900.

Tyska bryggeriet eller Tyska Bryggaregården var ett bryggeri i Karlskrona mellan åren 1693 och 1972. Inget annat bryggeri i Sverige har uppvisat en verksamhetslängd som Tyska bryggeriet.

## Historia
Den tyska bryggaren Philip Hinric Kraan fick den 11 september 1693 tillstånd att överta gamla skeppsbyggmästarebostället på Wämö i Karlskrona. Byggnaden låg söder om öns tidigare örlogsvarv. Där växte sedan Tyska Bryggaregården fram i etapper.
Bryggeriet bytte ägare ett flertal gånger, men namnet levde ändå kvar. 1715 visar en lagfart att Johan Ebbe tog över bryggeriet. Ägarna efter honom var Johan Ebbe jr, Conrad Lagström 1777, Johan David Sundin 1804, Christian Andreas Sundin 1848. År 1849 övertog handelsmannen Otto A Thörn bryggaregården, han gjorde det då till ett bayersk bryggeri. Otto A Thörns son tog sedan över och utvecklade företaget avsevärt, utbyggnaden blev klar år 1874.
1897 byggdes bostäder för de som arbetade vid bryggeriet. Dessa hus låg vid vattnet på Bryggarebergets södra sida, längs nuvarande Blåportsgatan.
Vid sekelskiftet uppgick produktionen till 26000 hektoliter öl och 1500 hektoliter svagdricka. Vid denna tidpunkt fanns det 49 arbetare. Det blev fler utbyggnader ram till 1929, de byggde då bl.a. nytt bryggverk, nytt kontors- och bostadshus och en ny tappningsbyggnad. Vid 1930-talet var de runt 300 arbetare.   
Bryggeriet låg nära havet vilket gjorde att man lätt kunde transportera öl till andra delar av Sverige. Ölen fraktades också till andra delar av världen, främst ölet export-beer. Att kunna frakta på vatten och också på vägarna när de senare kom till var en stor fördel för företaget. Det gjorde att man kunde tillverka större mängder och få in mer pengar. Ägarna för Tyska Bryggeriet slöt också samman med Nettraby bryggeri och Lyckeby bryggeri och blev då istället Aktiebolaget Förenade Bryggerierna i Karlskrona och Lyckeby. 
Bryggeriet lades ner år 1972 av den sista ägaren, Prippskoncernen. Vid nedläggningen skrotades mycket av den värdefulla inredningen, men byggnaden ligger kvar. Tyska bryggeriet är ett av de bryggerier i Sverige som är bäst bevarade trots att så mycket försvann vid nerläggningen. 
Efter renovering har bryggaregården nu blivit ett modernt företagscentrum i en ovanlig miljö. Idag finns det ett kontorshotell och konferensmöjligheter i tyska bryggaregården. Kustbevakningen har också sin utbildning på denna plats, de håller till i gamla bryggeriets garage. 

## Produkter
Bryggeriet tillverkade lite olika sorters öl och också andra drickor. Karlskronapilsner var den mest berömda och den som det var mest efterfrågan på. Det fanns också; Karlskrona lager-öl, Lyckeby lager-öl, Nettraby lager-öl, export beer, klass 2 pilsner, klass 2 lager och klass 1 skattefritt. De tillverkade också sockerdricka, bordsvatten och engelskt sodavatten som också var ett slags mineralvatten.

## Viktiga personer
Bryggmästare, kontorschefer och lagerchefer under 1800-1900-talen kan också uppvisas genom styrelse- och funktionärspapper som finns kvar.  
Bryggmästare:  
- L. Fernström 1882–1884
- Karl Klingstedt 1884–1887
- F. Berg 1887–1903.
- Jean Miedl 1903–1929
- Karl-Gustaf Palmaer 1929– .

Kontorschefer: 
- Henning Håkansson 1882–1912
- Reinhold Lundgren 1912– .

Lagerchefer: 
- C. H. Ekeroth 1882–1921
- Wiktor Karlsson 1921–1927
- Thure Burman 1927– .